# Katsuura, Chiba
Katsuura (勝浦市 Katsuura-shi) là một thành phố thuộc tỉnh Chiba, Nhật Bản.